# 인간 개발 지수
- ≥ 0.950
- 0.900–0.950
- 0.850–0.899
- 0.800–0.849
- 0.750–0.799
- 0.700–0.749
- 0.650–0.699
- 0.600–0.649
- 0.550–0.599
- 0.500–0.549
- 0.450–0.499
- 0.400–0.449
- ≤ 0.399
- 데이터 없음

HDI 점수별 국가 또는 영토 세계지도 0.050(2021년 자료 기준, 2022년 발간)

인간개발지수(人間開發指數)는 유엔 산하기구인 유엔개발계획(UNDP)이 1991년부터 매년 발표하는 인간개발보고서(Human Development Report) 중의 한 항목으로 문자 해독률, 평균 수명, 1인당 국민소득 등의 인간의 발전 정도를 토대로 평가한 수치다. 빈곤과 불평등 문제 연구로 유명한 노벨경제학상 수상자 아마르티야 센과 파키스탄의 마흐붑 울하크 교수가 개발하였다.

## 개요
각 국가의 실질국민소득, 교육수준, 문맹율, 평균수명 등을 여러 가지 인간의 삶과 관련된 지표를 조사해 각국의 인간 발전 정도와 선진화 정도를 평가한 지수이다. 2009년까지 일반적으로 HDI가 0.900점 이상인 국가를 Very High Human Development로 분류, 선진국으로 보았으나, 2010년에 산정 방식이 바뀌어서 Very High Human Development로 분류된 국가라도 0.900 미만의 HDI가 나올 수 있게 되었다. 2015년 기준 49위까지 Very High Human Development에 해당하는 국가이며, 선진국으로 볼 수 있다.
인간개발지수는 1인당 순 자산 또는 한 국가의 상대적인 상품 품질과 같은 여러 요소를 고려하지 않는다. 이는 G7 회원국 및 다른 국가와 같은 선진국의 순위를 낮추는 경향이 있다.

## 유래
인간개발지수의 기원은 유엔개발계획의 인간개발보고서 사무소가 제작한 연례 인간개발보고서이다. 이 연례 보고서는 개발경제의 초점을 국민소득 회계에서 사람 중심 정책으로 전환하려는 목적을 가지고 파기스탄 경제학자 마흐붑 울하크 교수가 1990년에 고안해냈다. 울하크 교수는 대중, 학계 및 정치인들에게 경제적 발전 뿐만 아니라 인간 복지의 향상에 의해서 발전을 평가할 수 있고, 평가해야 한다고 확신시키기 위해서 인간 발전에 대한 간단한 종합 측정법이 필요하다고 주장했다. 

## 인간개발지수 산정 방식
- HDI = (1/3)×(소득지수) + (1/3)×(기대수명지수) + (1/3)×(교육지수)
- (소득지수) = (구하려는 나라의 소득 - 최저치)/(최고치 - 최저치) × (각 수의 log값)
- (기대수명지수) = (구하려는 나라의 평균수명 - 최저치)/(최고치 - 최저치)
- (교육지수) = (2/3) × (성인문자 해독률)[2] + (1/3) × (학교등록률)[2]

| OECD 중앙유럽과 동유럽및 CIS 라틴아메리카와 카리브해 동아시아 | 아랍 남아시아 사하라 이남 |

HDI 1975 - 2004

각 측면지수는 최고치와 최저치가 설정되어 있다. 각 측면지수는 다음과 같은 공식으로 계산되며, 0-1 사이의 숫자로 표시된다.
측면지수 = {\displaystyle {\frac {x-\min \left(x\right)}{\max \left(x\right)-\min \left(x\right)}}}
인간 개발 지수는 3 가지 지표의 평균으로 계산한다.
1. 평균수명지수= {\displaystyle {\frac {LE-25}{85-25}}}
2. 교육지수 = {\displaystyle {\frac {2}{3}}\times ALI+{\frac {1}{3}}\times GEI}
  1. 성인문해지수 (ALI) = {\displaystyle {\frac {ALR-0}{100-0}}}
  2. 총취학지수(GEI) = {\displaystyle {\frac {CGER-0}{100-0}}}
3. GDP지수 = {\displaystyle {\frac {\log \left(GDPpc\right)-\log \left(100\right)}{\log \left(40000\right)-\log \left(100\right)}}}

* LE: 출생시평균수명 (나이)
* ALR: 성인문자해독률 (15세 이상)
* CGER: 복합 초등 중등 고등 교육 총 취학률
* GDPpc: 구매력 평가로 계산한 일인당 GDP (USD)

## 연도별 지수

### 2024년
이 지수는 2024년 3월 13일에 공개되었다. 자료는 2023년 기준이다.
| 1. 스위스 2. 노르웨이 3. 아이슬란드 4. 홍콩 5. 덴마크 6. 스웨덴 7. 독일 8. 아일랜드 9. 싱가포르 10. 오스트레일리아 11. 네덜란드 12. 벨기에 13. 핀란드 14. 리히텐슈타인 15. 영국 16. 뉴질랜드 17. 아랍에미리트 18. 캐나다 19. 대한민국 20. 룩셈부르크 21. 미국 22. 오스트리아 23. 슬로베니아 | 1. 일본 2. 이스라엘 3. 몰타 4. 스페인 5. 프랑스 6. 키프로스 7. 이탈리아 8. 에스토니아 9. 체코 10. 그리스 11. 바레인 12. 안도라 13. 폴란드 14. 라트비아 15. 리투아니아 16. 크로아티아 17. 카타르 18. 사우디아라비아 19. 포르투갈 20. 산마리노 21. 칠레 22. 슬로바키아 23. 튀르키예 | 1. 헝가리 2. 아르헨티나 3. 쿠웨이트 4. 몬테네그로 5. 세인트키츠 네비스 6. 우루과이 7. 루마니아 8. 앤티가 바부다 9. 브루나이 10. 러시아 11. 바하마 12. 파나마 13. 오만 14. 조지아 15. 트리니다드 토바고 16. 바베이도스 17. 말레이시아 18. 코스타리카 19. 세르비아 20. 태국 21. 카자흐스탄 22. 세이셸 23. 벨라루스 |

### 2022년
이 지수는 2022년 9월 8일에 공개되었다. 자료는 2021년 기준이다.
| 1. 스위스 2. 노르웨이 3. 아이슬란드 4. 홍콩 5. 오스트레일리아 6. 덴마크 7. 스웨덴 8. 아일랜드 9. 독일 10. 네덜란드 11. 핀란드 12. 싱가포르 13. 벨기에 14. 뉴질랜드 15. 캐나다 16. 룩셈부르크 17. 리히텐슈타인 18. 영국 19. 일본 20. 대한민국 21. 미국 22. 이스라엘 | 1. 몰타 2. 슬로베니아 3. 오스트리아 4. 아랍에미리트 5. 스페인 6. 프랑스 7. 키프로스 8. 이탈리아 9. 에스토니아 10. 체코 11. 그리스 12. 폴란드 13. 바레인 14. 리투아니아 15. 사우디아라비아 16. 포르투갈 17. 라트비아 18. 안도라 19. 크로아티아 20. 칠레 21. 카타르 22. 산마리노 | 1. 슬로바키아 2. 헝가리 3. 아르헨티나 4. 튀르키예 5. 몬테네그로 6. 쿠웨이트 7. 브루나이 8. 러시아 9. 루마니아 10. 오만 11. 바하마 12. 카자흐스탄 13. 트리니다드 토바고 14. 코스타리카 15. 우루과이 16. 벨라루스 17. 파나마 18. 말레이시아 19. 조지아 20. 모리셔스 21. 세르비아 22. 태국 |

### 2020년
이 지수는 2020년 12월 15일에 공개되었다. 자료는 2019년 기준이다.
| 1. 노르웨이 2. 아일랜드 3. 스위스 4. 홍콩 5. 아이슬란드 6. 독일 7. 스웨덴 8. 오스트레일리아 9. 네덜란드 10. 덴마크 11. 핀란드 12. 싱가포르 13. 영국 14. 벨기에 15. 뉴질랜드 16. 캐나다 17. 미국 18. 오스트리아 19. 이스라엘 20. 일본 21. 리히텐슈타인 22. 슬로베니아 | 1. 대한민국 2. 룩셈부르크 3. 스페인 4. 프랑스 5. 체코 6. 몰타 7. 에스토니아 8. 이탈리아 9. 아랍에미리트 10. 그리스 11. 키프로스 12. 리투아니아 13. 폴란드 14. 안도라 15. 라트비아 16. 포르투갈 17. 슬로바키아 18. 헝가리 19. 사우디아라비아 20. 바레인 21. 칠레 22. 크로아티아 | 1. 카타르 2. 아르헨티나 3. 브루나이 4. 몬테네그로 5. 루마니아 6. 팔라우 7. 카자흐스탄 8. 러시아 9. 벨라루스 10. 튀르키예 11. 우루과이 12. 불가리아 13. 파나마 14. 바하마 15. 바베이도스 16. 오만 17. 조지아 18. 코스타리카 19. 말레이시아 20. 쿠웨이트 21. 세르비아 22. 모리셔스 |

### 2019년
이 지수는 2019년 12월 9일에 공개되었다. 자료는 2018년 기준이다.
| 1. 노르웨이 2. 스위스 3. 아일랜드 4. 독일 5. 홍콩 6. 오스트레일리아 7. 아이슬란드 8. 스웨덴 9. 싱가포르 10. 네덜란드 11. 덴마크 12. 핀란드 13. 캐나다 14. 뉴질랜드 15. 영국 16. 미국 17. 벨기에 18. 리히텐슈타인 19. 일본 20. 오스트리아 21. 룩셈부르크 | 1. 이스라엘 2. 대한민국 3. 슬로베니아 4. 스페인 5. 체코 6. 프랑스 7. 몰타 8. 이탈리아 9. 에스토니아 10. 키프로스 11. 그리스 12. 폴란드 13. 리투아니아 14. 아랍에미리트 15. 안도라 16. 사우디아라비아 17. 슬로바키아 18. 라트비아 19. 포르투갈 20. 카타르 | 1. 칠레 2. 브루나이 3. 헝가리 4. 바레인 5. 크로아티아 6. 오만 7. 아르헨티나 8. 러시아 9. 벨라루스 10. 카자흐스탄 11. 불가리아 12. 몬테네그로 13. 루마니아 14. 팔라우 15. 바베이도스 16. 쿠웨이트 17. 우루과이 18. 튀르키예 19. 바하마 20. 말레이시아 21. 세이셸 |

### 2018년
이 지수는 2018년 9월 14일에 공개되었다. 자료는 2017년 기준이다.
| 1. 노르웨이 2. 스위스 3. 오스트레일리아 4. 아일랜드 5. 독일 6. 아이슬란드 7. 홍콩 8. 스웨덴 9. 싱가포르 10. 네덜란드 11. 덴마크 12. 캐나다 13. 미국 14. 영국 15. 핀란드 16. 뉴질랜드 17. 벨기에 18. 리히텐슈타인 19. 일본 20. 오스트리아 | 1. 룩셈부르크 2. 이스라엘 3. 대한민국 4. 프랑스 5. 슬로베니아 6. 스페인 7. 체코 8. 이탈리아 9. 몰타 10. 에스토니아 11. 그리스 12. 키프로스 13. 폴란드 14. 아랍에미리트 15. 안도라 16. 리투아니아 17. 카타르 18. 슬로바키아 19. 브루나이 20. 사우디아라비아 | 1. 라트비아 2. 포르투갈 3. 바레인 4. 칠레 5. 헝가리 6. 크로아티아 7. 아르헨티나 8. 오만 9. 러시아 10. 몬테네그로 11. 불가리아 12. 루마니아 13. 벨라루스 14. 바하마 15. 우루과이 16. 쿠웨이트 17. 말레이시아 18. 바베이도스 19. 카자흐스탄 |

### 2017년
이 지수는 2017년 3월 27일에 공개되었다. 자료는 2016년 기준이다.
| 1. 노르웨이 2. 오스트레일리아 3. 스위스 4. 독일 5. 덴마크 6. 싱가포르 7. 네덜란드 8. 아일랜드 9. 아이슬란드 10. 캐나다 11. 미국 12. 홍콩 13. 뉴질랜드 14. 스웨덴 15. 리히텐슈타인 16. 영국 17. 일본 | 1. 대한민국 2. 이스라엘 3. 룩셈부르크 4. 프랑스 5. 벨기에 6. 핀란드 7. 오스트리아 8. 슬로베니아 9. 이탈리아 10. 스페인 11. 체코 12. 그리스 13. 브루나이 14. 에스토니아 15. 안도라 16. 키프로스 17. 몰타 | 1. 카타르 2. 폴란드 3. 리투아니아 4. 칠레 5. 사우디아라비아 6. 슬로바키아 7. 포르투갈 8. 아랍에미리트 9. 헝가리 10. 라트비아 11. 아르헨티나 12. 크로아티아 13. 바레인 14. 몬테네그로 15. 러시아 16. 루마니아 17. 쿠웨이트 |

### 2015년
이 지수는 2015년 12월 14일에 공개되었다. 자료는 2014년 기준이다.
| 1. 노르웨이 0.944() 2. 오스트레일리아 0.935 () 3. 스위스 0.930 () 4. 덴마크 0.923 () 5. 네덜란드 0.922 () 6. 독일 0.921 () 7. 아일랜드 0.921 ( 2) 8. 미국 0.915 ( 1) 9. 캐나다 0.913 ( 1) 10. 뉴질랜드 0.913 ( 1) 11. 싱가포르 0.912 () 12. 홍콩 0.910 () 13. 리히텐슈타인 0.908 () 14. 스웨덴 0.907 () 15. 영국 0.907 ( 1) 16. 아이슬란드 0.899 () 17. 대한민국 0.898 () | 1. 이스라엘 0.894 () 2. 룩셈부르크 0.892 () 3. 마카오 0.892 () 4. 일본 0.891 ( 1) 5. 벨기에 0.890 () 6. 프랑스 0.888 () 7. 오스트리아 0.885 () 8. 핀란드 0.883 () 9. 대만 0.882 () 10. 슬로베니아 0.880 () 11. 스페인 0.876 () 12. 이탈리아 0.873 () 13. 체코 0.870 () 14. 그리스 0.865 () 15. 에스토니아 0.861 () 16. 브루나이 0.856 () 17. 키프로스 0.850 () | 1. 카타르 0.850 ( 1) 2. 안도라 0.845 () 3. 슬로바키아 0.844 ( 1) 4. 폴란드 0.843 ( 1) 5. 리투아니아 0.839 () 6. 몰타 0.839 () 7. 사우디아라비아 0.837 () 8. 아르헨티나 0.836 () 9. 아랍에미리트 0.835 ( 1) 10. 칠레 0.832 () 11. 포르투갈 0.830 () 12. 헝가리 0.828 () 13. 바레인 0.824 () 14. 라트비아 0.819 ( 1) 15. 크로아티아 0.818 ( 1) 16. 쿠웨이트 0.816 ( 1) 17. 몬테네그로0.802 () |

### 2014년
이 지수는 2014년 7월 24일 공개되었다. 자료는 2013년 기준이다.
| 1. 노르웨이 0.944() 2. 오스트레일리아 0.933 () 3. 스위스 0.917 () 4. 네덜란드 0.915 () 5. 미국 0.914 () 6. 독일 0.911 () 7. 뉴질랜드 0.910 () 8. 캐나다 0.902 () 9. 싱가포르 0.901 ( 3) 10. 덴마크 0.900 () 11. 아일랜드 0.899 ( 3) 12. 스웨덴 0.898 ( 1) 13. 아이슬란드 0.895() 14. 영국 0.892 () 15. 마카오 0.892 () 16. 홍콩 0.891 () 17. 대한민국 0.891 ( 1) | 1. 일본 0.890( 1) 2. 리히텐슈타인 0.889 ( 2) 3. 이스라엘 0.888 () 4. 프랑스 0.884 () 5. 대만 0.882 () 6. 오스트리아 0.881 () 7. 벨기에 0.881 () 8. 룩셈부르크 0.881 () 9. 핀란드 0.879 () 10. 슬로베니아 0.874() 11. 이탈리아 0.872() 12. 스페인 0.869 () 13. 체코 0.861 () 14. 그리스 0.853 () 15. 브루나이 0.852 () 16. 카타르 0.851 () 17. 키프로스 0.845 () | 1. 에스토니아 0.845 () 2. 사우디아라비아 0.836 () 3. 리투아니아 0.834 ( 1) 4. 폴란드 0.834 ( 1) 5. 안도라 0.830 () 6. 슬로바키아 0.830 ( 1) 7. 몰타 0.829 () 8. 아랍에미리트 0.827 () 9. 칠레 0.822 ( 1) 10. 포르투갈 0.822 () 11. 헝가리 0.818 () 12. 바레인 0.815 () 13. 쿠바 0.815 () 14. 쿠웨이트 0.814 ( 1) 15. 크로아티아 0.812 () 16. 라트비아 0.810 () 17. 아르헨티나0.808 ( 1) |

### 2013년
| 1. 노르웨이 0.955 () 2. 오스트레일리아 0.938 () 3. 미국 0.937 ( 1) 4. 네덜란드 0.921 ( 1) 5. 독일 0.920 ( 4) 6. 뉴질랜드 0.919 ( 1) 7. 아일랜드 0.916 () 8. 스웨덴 0.916 ( 3) 9. 스위스 0.913 ( 2) 10. 일본 0.912 ( 2) 11. 캐나다 0.911 ( 5) 12. 홍콩 0.906 () 13. 아이슬란드 0.906 () 14. 덴마크 0.901 ( 1) 15. 이스라엘 0.900 ( 1) | 1. 대한민국 0.891 ( 1) 2. 벨기에 0.897 ( 1) 3. 오스트리아 0.895 ( 1) 4. 싱가포르 0.895 ( 7) 5. 프랑스 0.893 () 6. 핀란드 0.892 ( 1) 7. 슬로베니아 0.892 ( 1) 8. 스페인 0.885 () 9. 리히텐슈타인 0.883 ( 16) 10. 이탈리아 0.881 ( 1) 11. 룩셈부르크 0.875 ( 1) 12. 영국 0.875 ( 1) 13. 체코 0.873 ( 1) 14. 그리스 0.860 () 15. 브루나이 0.855 ( 1) | 1. 키프로스 0.848 ( 1) 2. 몰타 0.847 ( 4) 3. 안도라 0.846 ( 1) 4. 에스토니아 0.846 () 5. 슬로바키아 0.840 () 6. 카타르 0.834 ( 1) 7. 헝가리 0.831 ( 1) 8. 바베이도스 0.825 ( 9) 9. 폴란드 0.821 () 10. 칠레 0.819 ( 4) 11. 리투아니아 0.818 ( 1) 12. 아랍에미리트 0.818 ( 12) 13. 포르투갈 0.816 ( 2) 14. 라트비아 0.814 ( 1) 15. 아르헨티나 0.811 () 16. 세이셸 0.806 ( 6) 17. 크로아티아 0.805 ( 1) |  |

### 2011년
| 1. 노르웨이 0.939 2. 오스트레일리아 0.929 3. 네덜란드 0.910 4. 미국 0.910 5. 뉴질랜드 0.908 6. 캐나다 0.908 7. 아일랜드 0.908 8. 리히텐슈타인 0.905 9. 독일 0.905 10. 스웨덴 0.904 11. 스위스 0.903 12. 일본 0.901 13. 홍콩 0.898 14. 아이슬란드 0.898 15. 대한민국 0.897 | 1. 덴마크 0.895 2. 이스라엘 0.888 3. 벨기에 0.886 4. 오스트리아 0.885 5. 프랑스 0.884 6. 슬로베니아 0.884 7. 핀란드 0.882 8. 스페인 0.878 9. 이탈리아 0.874 10. 룩셈부르크 0.867 11. 싱가포르 0.866 12. 체코 0.865 13. 영국 0.863 14. 그리스 0.861 15. 아랍에미리트 0.846 | 1. 키프로스 0.840 2. 안도라 0.838 3. 브루나이 0.838 4. 에스토니아 0.835 5. 슬로바키아 0.834 6. 몰타 0.832 7. 카타르 0.831 8. 헝가리 0.816 9. 폴란드 0.813 10. 리투아니아 0.810 11. 포르투갈 0.809 12. 바레인 0.806 13. 라트비아 0.805 14. 칠레 0.805 15. 아르헨티나 0.797 | 1. 크로아티아 0.796 2. 바베이도스 0.793 |

### 2010년
2010년 11월 4일 UNDP가 발표한 HDI 상위 30개국은 아래와 같다:
| 노르웨이 0.938 오스트레일리아 0.937 뉴질랜드 0.907 미국 0.902 아일랜드 0.895 리히텐슈타인 0.891 네덜란드 0.890 캐나다 0.888 스웨덴 0.885 독일 0.885 | 1. 일본 0.884 2. 대한민국 0.877 3. 스위스 0.874 4. 프랑스 0.872 5. 이스라엘 0.872 6. 핀란드 0.871 7. 아이슬란드 0.869 8. 중화민국 0.868 9. 벨기에 0.867 10. 덴마크 0.866 | 1. 스페인 0.863 2. 홍콩 0.862 3. 그리스 0.855 4. 이탈리아 0.854 5. 룩셈부르크 0.852 6. 오스트리아 0.851 7. 영국 0.849 8. 싱가포르 0.846 9. 체코 0.841 10. 슬로베니아 0.828 |

### 2009년
| 1. 노르웨이 0.971 ( 1) 2. 오스트레일리아 0.970 ( 2) 3. 아이슬란드 0.969 ( 2) 4. 캐나다 0.966 ( 1) 5. 아일랜드 0.965 () 6. 네덜란드 0.964 () 7. 스웨덴 0.963 () 8. 프랑스 0.961 ( 3) 9. 일본 0.960 () 10. 스위스 0.960 () 11. 룩셈부르크 0.960 ( 3) 12. 핀란드 0.959 ( 1) 13. 미국 0.956 ( 1) | 1. 오스트리아 0.955 ( 2) 2. 스페인 0.955 () 3. 덴마크 0.955 ( 2) 4. 벨기에 0.953 () 5. 이탈리아 0.951 ( 1) 6. 리히텐슈타인 0.951 ( 1) 7. 뉴질랜드 0.950 () 8. 영국 0.947 () 9. 독일 0.947 () 10. 싱가포르 0.944 ( 1) 11. 홍콩 0.944 ( 1) 12. 그리스 0.942 () 13. 대한민국 0.937 () | 1. 이스라엘 0.935 ( 1) 2. 안도라 0.934 ( 1) 3. 슬로베니아 0.929 () 4. 브루나이 0.920 () 5. 쿠웨이트 0.916 () 6. 키프로스 0.914 () 7. 카타르 0.910 ( 1) 8. 포르투갈 0.909 ( 1) 9. 아랍에미리트 0.903 ( 2) 10. 체코 0.903 () 11. 바베이도스 0.903 ( 2) 12. 몰타 0.902 ( 3) |

### 2008년
| 1. 아이슬란드 0.968 () 2. 노르웨이 0.968 () 3. 캐나다 0.967 ( 1) 4. 오스트레일리아 0.965 ( 1) 5. 아일랜드 0.960 () 6. 네덜란드 0.958 ( 3) 7. 스웨덴 0.958 ( 1) 8. 일본 0.956 () 9. 룩셈부르크 0.956 ( 9) 10. 스위스 0.955 ( 3) 11. 프랑스 0.955 ( 1) | 1. 핀란드 0.954 ( 1) 2. 덴마크 0.952 ( 1) 3. 오스트리아 0.951 ( 1) 4. 미국 0.950 ( 3) 5. 스페인 0.949 ( 3) 6. 벨기에 0.948 ( 1) 7. 그리스 0.947 ( 6) 8. 이탈리아 0.945 ( 1) 9. 뉴질랜드 0.944 ( 1) 10. 영국 0.942 ( 4) 11. 홍콩 0.942 ( 1) | 1. 독일 0.940 ( 1) 2. 이스라엘 0.930 ( 1) 3. 대한민국 0.928 ( 1) 4. 슬로베니아 0.923 ( 1) 5. 브루나이 0.919 ( 3) 6. 싱가포르 0.918 ( 3) 7. 쿠웨이트 0.912 ( 4) 8. 키프로스 0.912 ( 2) 9. 아랍에미리트 0.903 ( 8) 10. 바레인 0.902 ( 9) 11. 포르투갈 0.900 ( 4) |

### 2007년
| 1. 아이슬란드 0.968 () 2. 노르웨이 0.967 () 3. 오스트레일리아 0.962 () 4. 캐나다 0.961 ( 2) 5. 아일랜드 0.959 ( 1) 6. 스웨덴 0.956 ( 1) 7. 스위스 0.955 ( 2) 8. 일본 0.953 ( 1) 9. 네덜란드 0.953 ( 1) 10. 프랑스 0.952 ( 6) | 1. 핀란드 0.952 () 2. 미국 0.951 ( 4) 3. 스페인 0.949 ( 6) 4. 덴마크 0.949 ( 1) 5. 오스트리아 0.948 ( 1) 6. 벨기에 0.946 ( 4) 7. 영국 0.946 ( 1) 8. 이탈리아 0,945 ( 1) 9. 룩셈부르크 0.944 ( 6) 10. 뉴질랜드 0.943 ( 1) | 1. 홍콩 0.937 ( 1) 2. 독일 0.935 ( 1) 3. 이스라엘 0.932 () 4. 그리스 0.926 () 5. 싱가포르 0.922 () 6. 대한민국 0.921 () 7. 슬로베니아 0.917 () 8. 키프로스 0.903 ( 1) 9. 포르투갈 0.897 ( 1) 10. 브루나이 0.894 ( 4) |

### 2006년
| 1. 노르웨이 () 2. 아이슬란드 () 3. 오스트레일리아 () 4. 아일랜드 ( 4) 5. 스웨덴 ( 1) 6. 캐나다 ( 1) 7. 일본 ( 4) 8. 미국 ( 2) 9. 스위스 ( 2) 10. 네덜란드 ( 2) |  | 1. 핀란드 2. 룩셈부르크 3. 벨기에 4. 오스트리아 5. 덴마크 6. 프랑스 7. 이탈리아 8. 영국 9. 스페인 10. 뉴질랜드 |  | 1. 독일 2. 홍콩 3. 이스라엘 4. 그리스 5. 싱가포르 6. 대한민국 7. 슬로베니아 8. 포르투갈 9. 키프로스 |

### 2005년
| 1. 노르웨이 () (0.963) 2. 아이슬란드 ( 5) (0.956) 3. 오스트레일리아 () (0.955) 4. 룩셈부르크 ( 11) (0.949) 5. 캐나다 ( 1) (0.949) 6. 스웨덴 ( 4) (0.949) 7. 스위스 ( 4) (0.947) 8. 아일랜드 ( 2) (0.946) 9. 벨기에 ( 3) (0.945) 10. 미국 ( 2) (0.944) |  | 1. 일본 ( 2) (0.943) 2. 네덜란드 ( 7) (0.943) 3. 핀란드 () (0.941) 4. 덴마크 ( 3) (0.941) 5. 영국 ( 3) (0.939) 6. 프랑스 () (0.938) 7. 오스트리아 ( 3) (0.936) 8. 이탈리아 ( 3) (0.934) 9. 뉴질랜드 ( 1) (0.933) 10. 독일 ( 1) (0.930) |  | 1. 스페인 ( 1) (0.928) 2. 홍콩 ( 1) (0.916) 3. 이스라엘 ( 1) (0.915) 4. 그리스 () (0.912) 5. 싱가포르 () (0.907) 6. 슬로베니아 ( 1) (0.904) 7. 포르투갈 ( 1) (0.904) 8. 대한민국 () (0.901) 9. 키프로스 ( 1) (0.891) 10. 바베이도스 ( 1) (0.878) |

### 2004년
| 1. 노르웨이 2. 스웨덴 3. 오스트레일리아 4. 캐나다 5. 네덜란드 6. 벨기에 7. 아이슬란드 8. 미국 9. 일본 10. 아일랜드 | 1. 스위스 2. 영국 3. 핀란드 4. 오스트리아 5. 룩셈부르크 6. 프랑스 7. 덴마크 8. 뉴질랜드 9. 독일 10. 스페인 | 1. 이탈리아 2. 이스라엘 3. 홍콩 4. 그리스 5. 싱가포르 6. 포르투갈 7. 슬로베니아 8. 대한민국 9. 바베이도스 10. 체코 |

### 포함되지 않은 나라
아래의 유엔에 가맹하고 있는 나라는 2007년 인간개발보고서에 실려 있지 않다. 이것은 계산을 위해 필요한 데이터를 간행시 제출하지 않았거나, 못했기 때문이다. 또한 중화민국은 현재 유엔 회원국이 아니기 때문에 포함되지 않았으며, 2003년을 기준으로 중화민국 내무부와 중화민국 외교부는 자국의 순위를 수치에 비추어 볼 때 25위 정도로 계산하고 있다.
| 아프리카 - 소말리아 | 아시아 - 조선민주주의인민공화국 | 유럽 - 모나코 - 산마리노 | 오세아니아 - 키리바시 - 마셜 제도 - 미크로네시아 연방 - 나우루 - 팔라우 - 투발루 |

### 과거 최고 국가
| - 2015 – 노르웨이 - 2014 – 노르웨이 - 2013 – 노르웨이 - 2012 – 노르웨이 - 2011 – 노르웨이 - 2010 – 노르웨이 - 2009 – 노르웨이 | - 2008 – 아이슬란드 - 2007 – 아이슬란드 - 2006 – 노르웨이 - 2005 – 노르웨이 - 2004 – 노르웨이 - 2003 – 노르웨이 - 2002 – 노르웨이 | - 2001 – 노르웨이 - 2000 – 캐나다 - 1999 – 캐나다 - 1998 – 캐나다 - 1997 – 캐나다 - 1996 – 캐나다 - 1995 – 캐나다 | - 1994 – 캐나다 - 1993 – 일본 - 1992 – 캐나다 - 1991 – 일본 - 1990 – 일본 - 1985 – 캐나다 - 1980 – 스위스 |

## 같이 보기
- 인간개발보고서 (HDR)
- 인간개발지수순 나라 목록
- 불평등 조정 인간 개발 지수 (IHDI)
- 유엔 개발 계획(UNDP)